# Вольтерсторфовы жабы
Вольтерсторфовы жабы (лат. Wolterstorffina) — род бесхвостых земноводных из семейства жаб (Bufonidae). Встречается в Нигерии и Камеруне. Его сестринским таксоном является либо род Werneria, либо клада Werneria + Nectophryne.

## Классификация
На февраль 2023 года в род включают 3 вида:
- Wolterstorffina chirioi Boistel & Amiet, 2001
- Wolterstorffina mirei (Perret, 1971) — Перепончатая жаба
- Wolterstorffina parvipalmata (Werner, 1898) — Жаба Вольтерсторффа